# Bembrops curvatura
Bembrops curvatura är en fiskart som beskrevs av Okada och Suzuki 1952. Bembrops curvatura ingår i släktet Bembrops och familjen Percophidae. Inga underarter finns listade.